# 中國文化大學農學院
中國文化大學農學院（英語：Chinese Culture University College of Agriculture），是中國文化大學十三學院之一，創立於1980年，現有「園藝暨生物技術學系」「動物科學系」「森林暨自然保育學系」「土地資源學系」「生活應用科學系暨碩士班」「保健營養學系」與「生物科技研究所」，以培養農業技術專才為目標。

## 學院沿革
- 1963年:中國文化學院創立，創立「家政學系」。同年九月農學門改制為「實業計畫研究所農學組」。
- 1966年:成立「園藝學系」。
- 1969年:家政學系分組「家政學系家政組」與「家政學系食品營養組」，同年創立全國唯一系所「土地資源學系」。
- 1970年:成立「畜牧學系」，「家政學系」「園藝學系」正式組成「中國文化大學農學院」。
- 1972年:成立「森林學系」。
- 1975年:成立「蠶絲學系」。
- 1984年:「家政學系食品營養組」獨立為「食品營養學系」。
- 1985年:配合國家經濟發展及業界之需求，「蠶絲學系」改制為「紡織工程學系」併入工學院。
- 1989年:奉教育部核准設立全國首創之「生物科技研究所」碩士。[3]
- 1992年:「畜牧學系」更名為「畜產學系」。
- 1993年:「造園暨景觀學系」，改隸環境設計學院[4]。
- 1994年:「家政研究所」暨「家政學系」分別更名為「生活應用科學研究所」及「生活應用科學系」。
- 1999年:配合推廣教育部之終身學習目標，成立「生活應用科學系碩士在職專班」。
- 2003年:「森林學系」更名為「森林暨自然保育學系」
- 2004年:「畜產學系」更名為「動物科學系」。
- 2005年:「園藝學系」更名為「園藝暨生物技術學系」；「食品營養學系」更名為「食品暨保健營養學系」。
- 2013年:「食品暨保健營養學系」更名為「保健營養學系」。

## 學系
| 農學院系所 College of Agriculture Departments | 園藝暨生物技術學系（页面存档备份，存于） | 動物科學系（页面存档备份，存于）             |
| 農學院系所 College of Agriculture Departments | 動物科學系（页面存档备份，存于）         | 森林暨自然保育學系（页面存档备份，存于）     |
| 農學院系所 College of Agriculture Departments | 土地資源學系（页面存档备份，存于）       | 生活應用科學系暨碩士班（页面存档备份，存于） |
| 農學院系所 College of Agriculture Departments | 保健營養學系（页面存档备份，存于）       | 生物科技研究所碩士班（页面存档备份，存于）   |

## 歷任院長
- 程兆熊教授:1980-1985年
- 吳恪元教授:1985-1989年
- 萬雄教授:1989-1996年
- 吳功顯教授:1996-2011年
- 黃鵬林教授:2011-2015年
- 王淑音教授:2015-2016年
- 黃鵬林教授:2016-2022年
- 王淑音教授:2022年-

## 樓館
- 中國文化大學 大功館

## 學術成就
- 2012年:院長參加「2012 第六屆波蘭國際發明展」，頒發國際發明人協會特別獎。
- 2012年:教師參加「2011 年 The 6th International Invention Fair」，榮獲金牌。[5]
- 2012年:「2012 年日本東京第 26 屆世界天才會議」，獲得銀牌。
- 2012年:「2012 波蘭國際發明展」，得到 3 金 3 銀，成績名列台灣代表團第 1 名。
- 2013年:教師參加「第六屆中東國際發明展競賽」，榮獲金牌。
- 2013年:「2013 Taiwan Individual Asia Champion (Nails 3D) 」 銅牌。
- 2013年:院長執行國家型農業生技產學合作計畫，績效優異榮獲「臺灣登豐獎」。[6]
- 2013年:教師參加「2013年匹茲堡發明展醫學類」，榮獲銀牌。[7]
- 2014年:榮獲「2014年阿基米德國際發明展暨發明競賽」金牌獎及大會特別獎。[8]
- 2014年:學院教授參加「2014 年紐倫堡國際發明展」，榮獲一金一銀佳績。